# Utricularia tubulata
Utricularia tubulata är en tätörtsväxtart som beskrevs av Ferdinand von Mueller. Utricularia tubulata ingår i släktet bläddror, och familjen tätörtsväxter. Inga underarter finns listade i Catalogue of Life.